# Bermeries
Bermeries korábbi község Franciaországban, Nord megyében. Lakosainak száma 377 fő (2022. január 1.). Bermeries Saint-Waast, Bavay, Locquignol, Obies és Preux-au-Sart községekkel határos.
2025. január 1-jén Amfroipret korábbi községgel egyesült és az így létrejött L’Orée de Mormal új község része lett.

## Népesség
A település népességének változása:
| Lakosok száma | 383  | 376  | 379  | 373  | 372  | 371  | 376  | 378  | 377  |
|               | 2013 | 2015 | 2016 | 2017 | 2018 | 2019 | 2020 | 2021 | 2022 |